# Любицкое (Новониколаевский район)
Любицко́е (укр. Любицьке́) — село,
Любицкий сельский совет,
Новониколаевский район,
Запорожская область,
Украина.
Код КОАТУУ — 2323682401. Население по переписи 2001 года составляло 634 человека.
Является административным центром Любицкого сельского совета, в который, кроме того, входят сёла
Даниловка,
Лесное и
Мировка.

## Географическое положение
Село Любицкое находится на левом берегу реки Верхняя Терса,
выше по течению на расстоянии в 2 км расположено село Лесное,
ниже по течению на расстоянии в 4 км расположено село Барвиновка,
на противоположном берегу — село Новосолошино (Ореховский район).
Река в этом месте пересыхает, на ней сделана запруда.
Рядом проходит автомобильная дорога Т-0408.

## История
- 1856 год — дата основания выходцами из Курской губернии.

## Экономика
- - «Толик Артем», ООО.(пай)

## Объекты социальной сферы
- Школа.[2]
- Дом культуры.
- Фельдшерско-акушерский пункт.

## Достопримечательности
- Братская могила советских воинов.

## Религия
- Храм Святителя Николая Чудотворца.